# ネクパイ
ネクパイは、女性の二つの乳房の間（胸の谷間）にネクタイが挟まれている状態を表す造語。萌え属性の一種である。
ネクパイが成立するためには、いわゆる胸の谷間が明確に現れる、すなわち巨乳であることが必要。全裸にネクタイのみを身に着けた状態を裸ネクパイ、裸ネクタイと呼ぶことがある。
この日本語はそれほど古い起源を持つわけではない。2013年5月5日に開催された「COMITIA104」というイベントで頒布する目的で、『NECK-Pai』という同人誌が製造されたという記録が残っている。メディアによる紹介は確認できる範囲で2015年8月のネットニュースが最初。それ以前にも『東方Project』や『艦これ』の登場人物、ボーカロイドなどのネクパイを描いた作品がniconicoに投稿されていたが、2015年8月22日に投稿された「大鯨」（艦これ）のイラストが3日で5万6000回以上も閲覧された、と特筆している。